# Blutpalmsonntag
Als Blutpalmsonntag wird der Pogrom am 25. März 1934 in Gunzenhausen, einer Stadt im heutigen mittelfränkischen Landkreis Weißenburg-Gunzenhausen (Bayern), bezeichnet.

## Pogrom
Der Pogrom begann, als eine Gruppe von SA-Männern mit Obersturmführer Kurt Bär als Anführer das jüdische Café im Ort betrat, um einen nichtjüdischen Gast herauszuholen, den sie dort hatten Kaffee trinken sehen. Als sie dort den Juden Jakob Rosenfelder antrafen, der schon vor 1933 als Gegner des Nationalsozialismus bekannt war, beschlossen sie, wiederzukommen und ihn festzunehmen. Bei ihrer Rückkehr wenig später fanden sie Rosenfelder nicht vor. Statt seiner schleppten sie den Sohn des Besitzers, Julius Strauss, gewaltsam heraus. Inzwischen hatte sich auf der Straße eine Menge zusammengerottet, die rief: „Haut ihn! Haut ihn!“ Der junge Strauss wurde zusammengeschlagen, bis er ohnmächtig zu Boden fiel. Seine Eltern, die ihm zu Hilfe eilten, wurden von Bär ebenfalls verprügelt und mit einer Pistole bedroht. Bär forderte danach die SA-Männer aus der Zuschauerschaft auf mitzukommen, um weitere Juden im Ort zu verhaften. Die Angehörigen der Familie Strauss wurden ins Gunzenhausener Gefängnis geschleppt, wobei die aufgewiegelte Menge brüllte: „Weg mit den Juden!“ Andere Beteiligte drangen in das Café ein und verwüsteten es.
Die Randalierer zogen weiter zum Haus von Jakob Rosenfelder. Sie versetzten seine Schwester in Todesangst, sodass sie ihnen mitteilte, sie habe den Bruder zu einem Nachbarhaus gehen sehen. Dort fanden ihn die Verfolger in einem Schuppen; hinterher hieß es, er habe sich an einem Balken erhängt und sei bereits tot gewesen. Anschließend drang die Meute in weitere jüdische Häuser ein, wo sie die Bewohner schlugen und festnahmen.
Auf der Suche nach dem Kaufmann Max Rosenau, den sie in seiner Wohnung nicht fanden, stürmten sie in die Wohnung seines jüdischen Nachbarn Lehmann. Dessen Tochter bat flehentlich, sie möchten sie festnehmen statt ihres herzkranken Vaters. Die Tochter wurde geschlagen und ihr Vater und ihr Bruder mitgeschleift. In einem Zimmer der lehmannschen Wohnung wurde später Max Rosenau tot, mit fünf Messerstichen im Körper, aufgefunden.
An jenem Tag wurden 35 Juden in Gunzenhausen von den Nationalsozialisten inhaftiert und misshandelt. Die Frauen wurden nach kurzer Zeit freigelassen, die Männer blieben bis in die Abendstunden des folgenden Tages in Haft. Erst nachdem das Schlimmste vorüber war, kam eine Polizeitruppe in die Stadt, um den Gewalttätigkeiten ein Ende zu setzen. An den Ausschreitungen waren schätzungsweise 1.000 bis 1.500 Personen beteiligt bei einer Gesamtbevölkerung von damals etwa 5.600.

## Prozess
Das Reichsministerium des Innern hatte Sorge vor der Reaktion der Weltöffentlichkeit auf den Pogrom in Gunzenhausen und verlangte deshalb von den Behörden in München, den Fall zu untersuchen und die Schuldigen vor Gericht zu stellen. In einem Schreiben des Innenministers vom 5. April 1934 heißt es, die Version des Polizeiberichts vom Selbstmord der beiden Gunzenhausener Juden überzeuge ihn nicht. Im Prozess, der am 11. Juni 1934 in Ansbach stattfand, bestätigten die Richter die Selbstmordversion unter Berufung auf die Aussage der Tochter Lehmanns, wonach Rosenau wenige Minuten vor seinem Tod ein Küchenmesser in die Hand genommen und verkündet habe: „Ich bin schon tot, mich braucht ihr nicht mehr umzubringen!“
Vor Gericht wurden Kurt Bär und weitere 24 Männer angeklagt, die Ausschreitungen gegen die Juden in Gunzenhausen veranstaltet, sie misshandelt und ihren Besitz beschädigt zu haben. Kurt Bär erhielt eine Gefängnisstrafe von eineinhalb Jahren, weitere zwanzig Angeklagte wurden mit vier bis zwölf Monaten Haft bestraft. Wenige Tage später wurde das Strafmaß heruntergesetzt: Bär erhielt zehn Monate, weitere achtzehn Angeklagte zwischen drei und sieben Monaten Gefängnis und die übrigen wurden freigesprochen.
Inzwischen war es in Gunzenhausen zu weiteren Ausschreitungen gekommen. Am 12. April wurden an jüdischen Geschäften und Wohnungen die Fenster eingeschlagen. SA-Männer sangen dabei häufig das Horst-Wessel-Lied.
Am 15. Juli 1934 brach Kurt Bär, der sich auf freiem Fuß befand, obwohl er eigentlich im Gefängnis hätte sitzen müssen, in die Wohnung der Familie Strauss ein. Er fiel über Simon Strauss und dessen Sohn Julius her, die vor Gericht gegen ihn und die anderen Angeklagten ausgesagt hatten. Mit seiner Pistole erschoss er Simon Strauss und verletzte Julius Strauss schwer.
Nach diesem Mord wies das Innenministerium in Berlin in einem Schreiben vom 25. Juli 1934 das bayerische Staatsministerium an, die SA in Gunzenhausen mit Polizeigewalt daran zu hindern, das Horst-Wessel-Lied zu singen.
Am 11. August 1934 fand in Ansbach der Prozess gegen Kurt Bär wegen der Ermordung von Simon Strauss sowie gegen Joseph Kaiser und Hans Hermann wegen Beihilfe zum Mord statt. Bär erhielt lebenslänglich, Kaiser vier Jahre Gefängnis und Hermann wurde freigesprochen.
Beim Berufungsverfahren am 21. August 1934 gegen die Beteiligten an den Ausschreitungen vom 25. März 1934 wurde Kurt Bär für schuldig befunden, die Unruhen ausgelöst und angeführt zu haben. Alle anderen Angeklagten wurden freigesprochen. Nach nur vier Jahren kam Kurt Bär 1938 wieder frei.

## Rezeption
In der Wiener Wochenzeitung Die Neue Welt erschien am 5. April 1934 eine ausführliche Meldung über den Pogrom in Gunzenhausen.
In seinem erzählenden Sachbuch Heimat. Eine Suche, schildert Thomas Medicus die Geschehnisse am Blutpalmsonntag.